# Primark
Primark (contraction de price, « prix », et de mark, « marque »), est une entreprise irlandaise spécialisée dans la distribution de vêtements à bas prix, appartenant à Associated British Foods. Celle-ci est fondée en 1969 en Irlande sous le nom de Penneys puis se développe dans le monde depuis les années 2000. Sa politique commerciale est basée essentiellement sur une réduction des coûts et un volume de vente important, sur le principe de la fast fashion.
Présente en Europe, en Afrique et aux États-Unis, dans seize pays en 2023, l'enseigne possède 432 points de vente, avec un rythme d'ouvertures soutenu. Avec son siège à Dublin, l'entreprise est dirigée pendant de nombreuses années par Arthur Ryan (en) (1935-2019).

## Histoire
Primark est fondée au 47 Mary Street, à Dublin en Irlande par Arthur Ryan en 1969 sous le nom de Penneys, marque ne pouvant être utilisée en dehors de l'Irlande.
Primark est une entreprise spécialisée dans la vente de vêtements prêt-à-porter, positionnée sur des très bas prix, avec des tarifs en moyenne moins élevés de 35 % par rapport à la concurrence. Fondée en 1969 à Dublin sous le nom de Penneys (« petite monnaie »), elle s'implante en Angleterre quatre ans plus tard puis croît progressivement dans le Royaume-Uni durant deux décennies. Ce n'est qu'à partir des années 2000 et son ouverture dans le centre historique de Londres que la marque devient réellement « tendance ». Mais son expansion a réellement lieu après son rachat par Associated British Foods qui finance alors sa croissance en Europe, avec tout d’abord l'Espagne puis les Pays-Bas. En cinq ans d'ouverture successives, le chiffre d'affaires est multiplié par 2,5. En 2015, la marque ouvre sa première boutique sur le territoire américain située à Boston.
L'enseigne ouvre en Belgique son premier magasin en 2009, avec sept magasins fin 2019. L'enseigne s'étend également en France, fin 2013, avec un premier magasin à Marseille, puis Dijon, pour atteindre une quinzaine de magasins fin 2019 puis une vingtaine début 2022. L'arrivée de cette marque, bien connue en Europe, fait réagir différentes enseignes implantées en France.
Le 31 mars 2025, Paul Marchant a démissionné de son poste de PDG de Primark après une enquête sur un comportement inapproprié envers une femme dans un cadre social. Il a reconnu une erreur de jugement, présenté ses excuses et accepté que son comportement ne correspondait pas aux standards de l’entreprise. Eoin Tonge, directeur financier d’ABF, a été nommé PDG par intérim.

## Modèle économique
Troisième chaîne mondiale de prêt-à-porter en 2016 après H&M et Zara, les magasins Primark deviennent des pôles d'attraction pour la clientèle des centres commerciaux. Le succès est instantané malgré l'absence de publicité ; c'est d'ailleurs l'un de ses principes qui visent tous à réduire au minimum les charges : pas de dépense de communication (marketing, publicité ou web…), une gamme courte, une offre de base aux coupes simplifiées, production à bas coûts et achats en grosses quantités, mobilier économique, le tout avec une logistique tendue,. À cela s’additionne des volumes de vente importants entrainant finalement une rentabilité au mètre-carré élevée, malgré des loyers parfois élevés mais négociés grâce à l'attractivité de la marque. Cette réduction de coûts annexes va dans les moindres détails, jusqu'à être une « obsession » pour la marque. « Sans faire de bruit ni de publicité, la reine de la mode à prix cassés, « moins cher que pas cher ». Les marges bénéficiaires restent plus faibles que dans les autres enseignes comparables, mais le volume, combiné aux moindres dépenses de la marque même si cela reste le principal, maintient la rentabilité des points de vente,. Le prix n'est pas le seul moteur commercial de Primark : en plus de la propension des clients à l'achat impulsif, de multiples collections annuelles renouvelant continuellement les produits (archétype de la « fast fashion ») ou des copies de pièces classiques servent à attirer en permanence les acheteurs,,. Les points de vente comptent approximativement 7 000 références. Mais ce modèle économique, qui entraine l'acquisition en masse de vêtements de basse qualité finalement jetables, se voit fortement critiqué par les mouvements écologistes, ainsi que les conditions de fabrications. Quant aux conditions de travail, le turn-over est élevé, de l'ordre de 25 %. 

### Origine des produits
Les habits « tendances » vendus par Primark sont fabriqués principalement en Turquie et en Moldavie, et les vêtements « basiques » sont produits en grandes séries en Inde, en Chine, au Vietnam ou au Bangladesh. Si aucune étiquette n'indique le lieu de confection, l'enseigne compte plusieurs centaines de fournisseurs de par le monde,. Primark commande d'ailleurs chez les mêmes fournisseurs que ses concurrents. La marque est à ce titre mise en cause lors de l'effondrement du Rana Plaza au Bangladesh en 2013, car faisant partie des principaux clients du site ; elle versera de larges indemnités de plusieurs millions d'euros,.

## Galerie

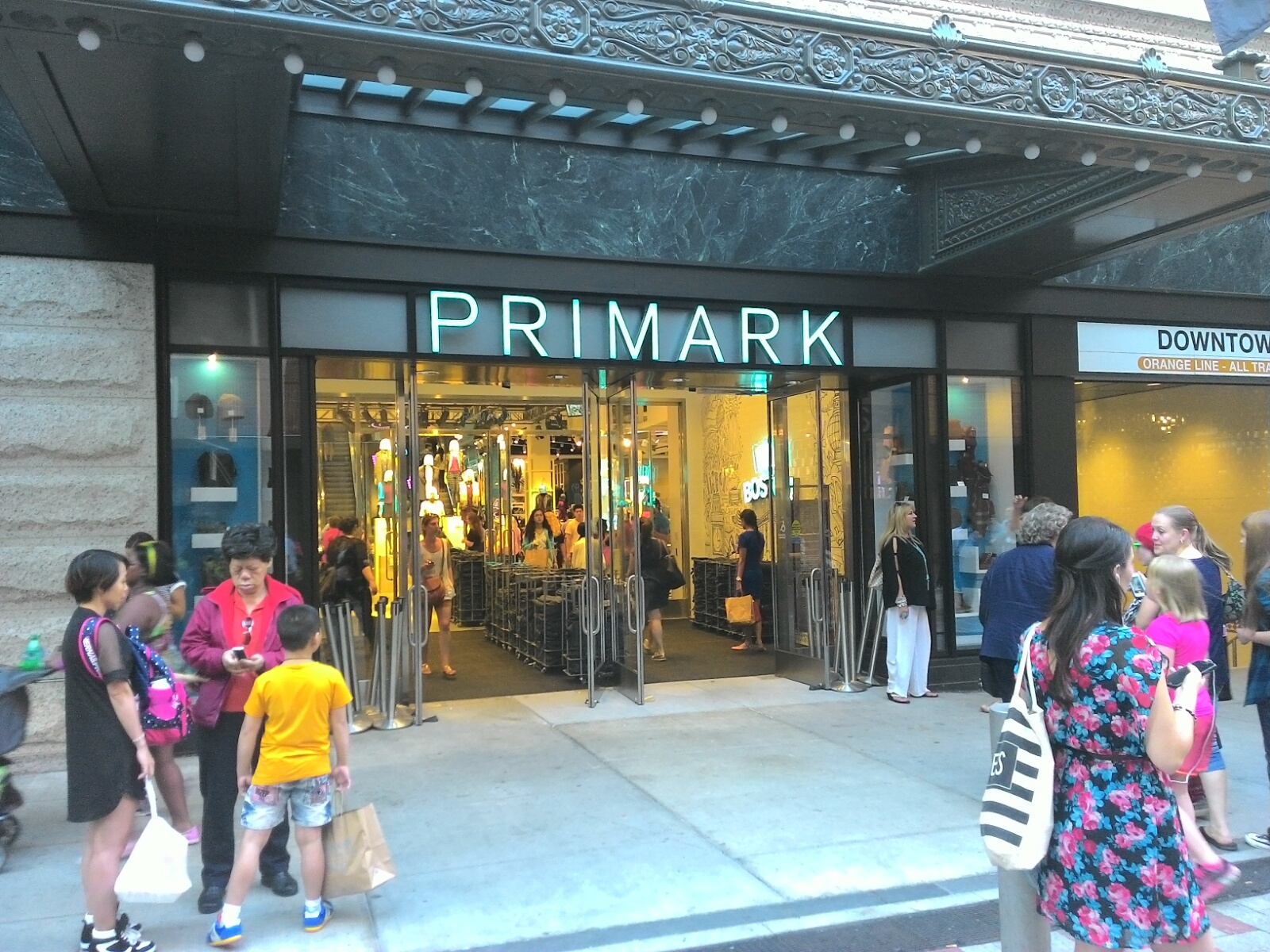
Primark à Boston (États-Unis).
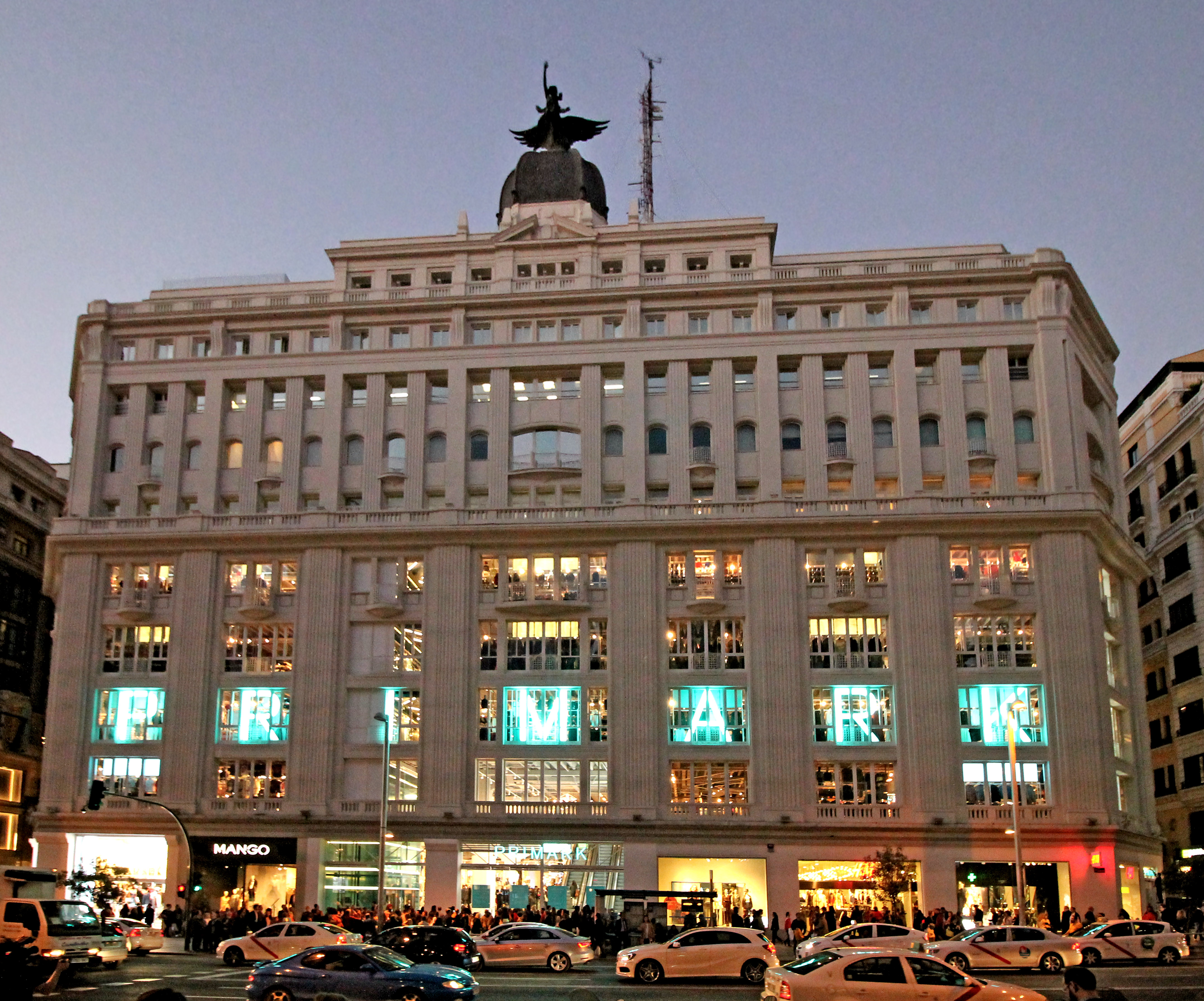
Primark de Gran Vía à Madrid (Espagne).
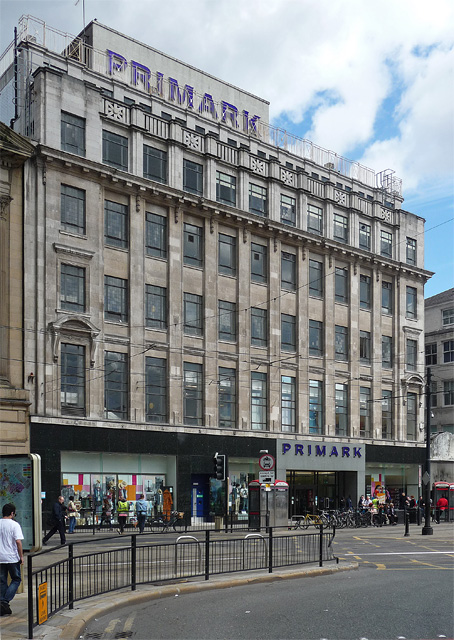
Primark à Manchester (Angleterre).
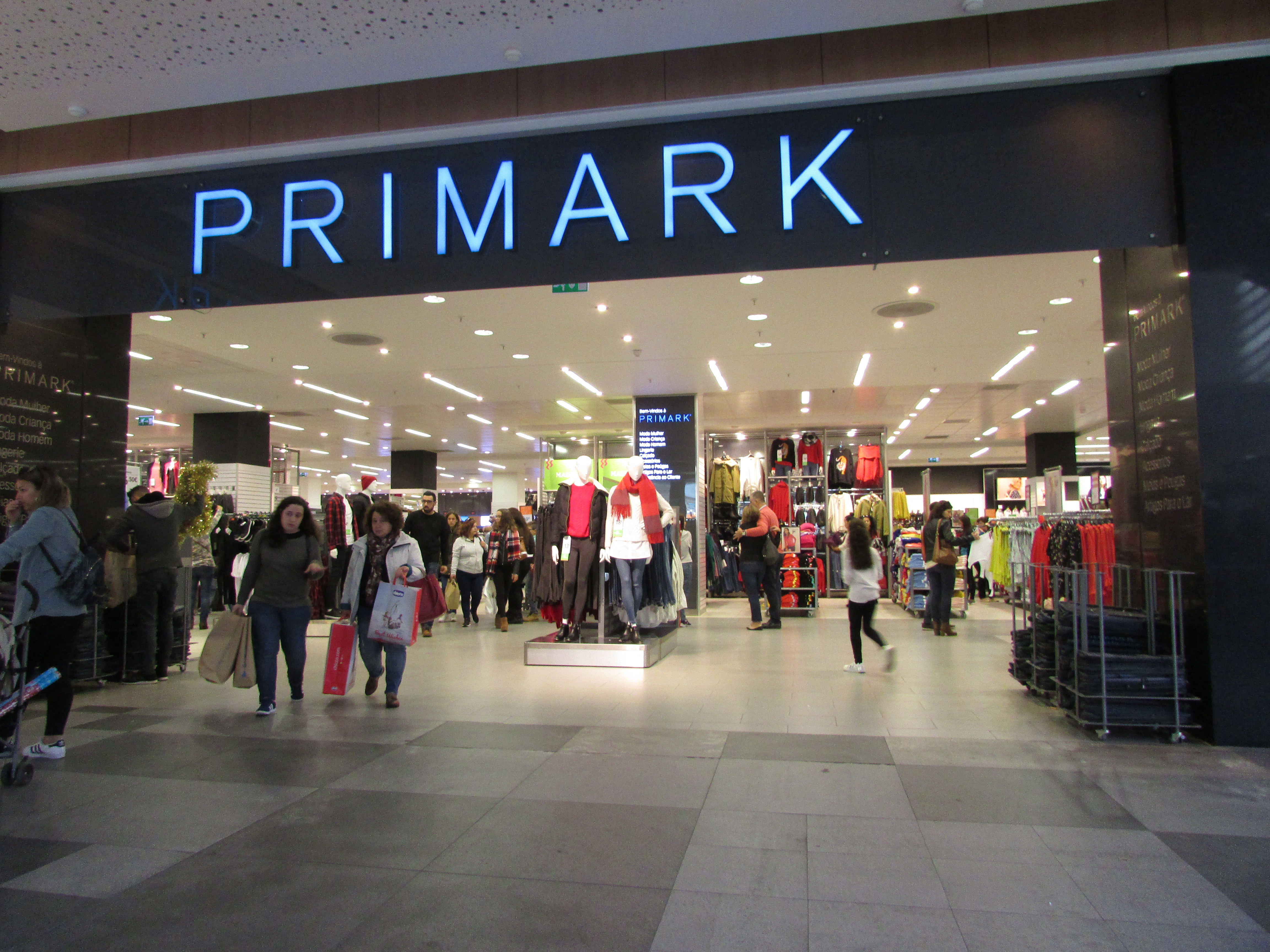
Primark à Portimão (Portugal).
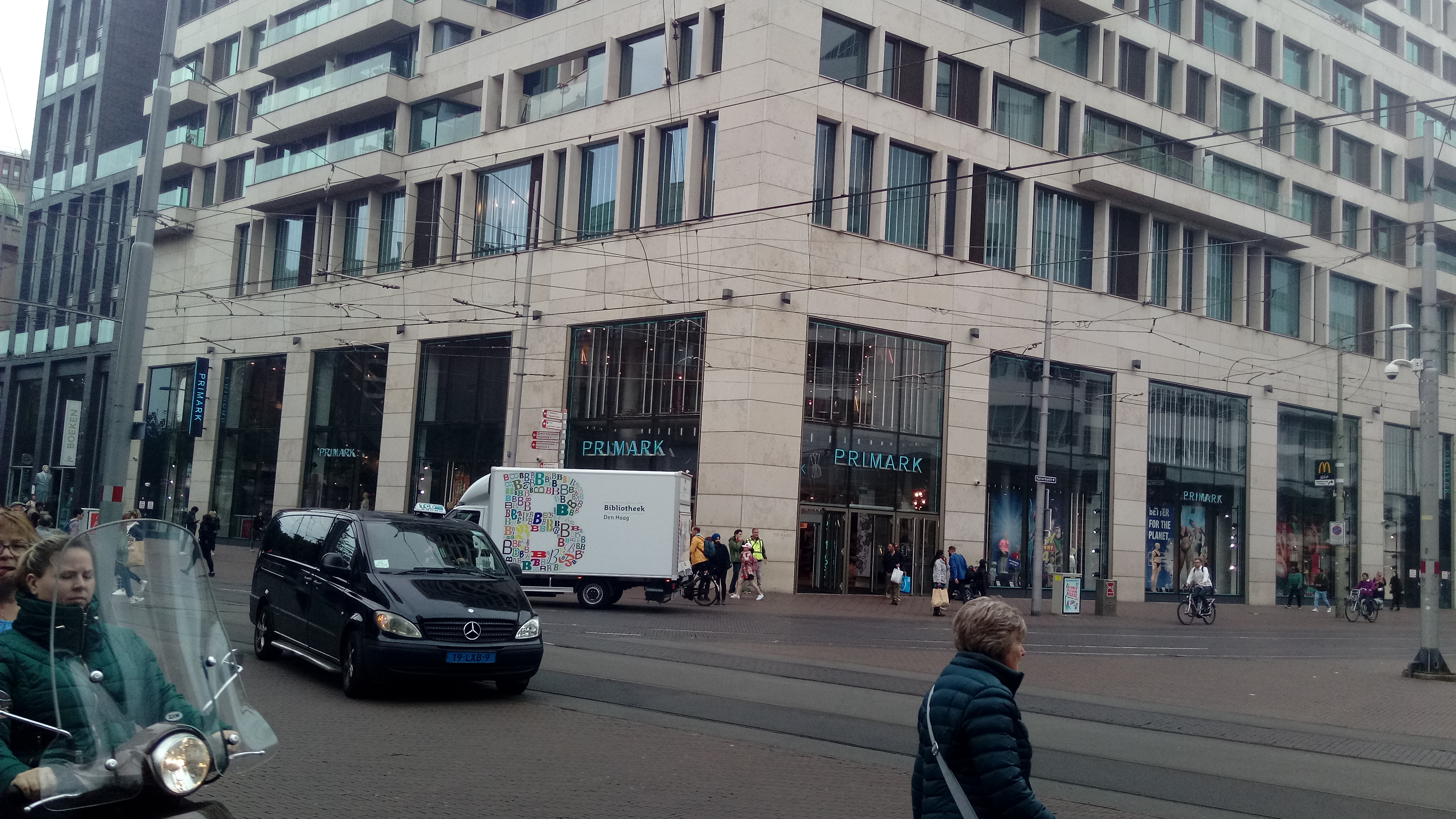
Primark à La Haye (Pays-Bas).

## Sources
- Thiébault Dromard, « Primark impose son modèle au secteur textile », Challenges, no 502,‎ 15 décembre 2016, p. 26 à 27 (ISSN 0751-4417).
- Laure Croiset, « Primark fait de la frugalité sa marque de fabrique », Challenges, no 737,‎ 7 avril 2022, p. 54 à 55 (ISSN 0751-4417).